# Nicolas Devergie
Marie-Nicolas Devergie, dit Devergie aîné, né à Saint-Mandé le 12 août 1784, mort le 14 mars 1842, est un médecin militaire français.

## Biographie
Nicolas Devergie est le frère d'Alphonse Devergie. Il débute jeune de brillantes études de médecine à l'Hôtel-Dieu de Paris, sous Pelletan, Le Preux, Bourdier et Bosquillon. Il devient interne à l'Hôtel-Dieu, puis aux Hôpitaux de Paris en 1802. Il intègre la même année l'École pratique.
Chirurgien de 3e classe au camp de Saint-Omer en 1803, puis chirurgien aide-major au 9e regiment de cuirassiers en 1805, il devient chirurgien en chef de l'hôpital d'Amersfoort en 1811, chirurgien major au grand parc de l'artillerie de la grande armée, puis au grand quartier général en 1812. Il est détaché auprès du baron Larrey la même année.
Au départ de l'armée de Moscou, il est chargé d'inspecter tous les hôpitaux de la ligne jusqu'à Wilna
Il aura notamment participé aux campagnes en Allemagne (1804-1809), Russie (1812) et Allemagne (1812-1813).
Chirurgien aide-major à l'Hôpital militaire du Val-de-Grâce à Paris en 1814, il y est nommé démonstrateur en 1815 et y institue un musée d'anatomie
Il décline un poste de professeur à l'hôpital militaire de Metz, puis de chirurgien en chef de l'hôpital militaire d'instruction de Strasbourg pour ne pas s'éloigner de Paris, et devient chirurgien de l’hôpital militaire du Gros-Caillou à Paris
Épuisé, il quitte le service militaire en 1837.

## Distinctions
- Chevalier de l'ordre de la Réunion
- Chevalier de la Légion d'honneur

## Publications
- « De l'emploi des bois sudorifiques dans le traitement de la maladie vénérienne... », 1811
- « Clinique de la maladie syphilitique... enrichie d'observations», 1826-1833
- « Examen des critiques publiées depuis 1827 sur la nouvelle doctrine de la syphilis et le traitement antiphlogistique », 1830
- « Clinique de la maladie syphilitique ou traité complet de syphilis », 1831
- « Recherches historiques et médicales sur l'origine, la nature et le traitement de la syphilis (lu à l'académie royale de médecine, octobre 1834) : Suivi du Rapport à l'Académie de Médecine », 1834
- « Notice sur le traitement simple, antiphlogistique et rationnel des maladies vénériennes », 1835
- « Incontinence d'urine et son traitement rationnel par la méthode des injections », 1840
- « Première lettre sur la syphilis, ou Examen critique des doctrines de M. Ricord ». 1840
- « Réflexions sur les effets thérapeutiques du poivre cubèbe et du baume de Copahu dans la blennorrhagie : Réponse à une communication faite à l'Académie de médecine par M. Ricord », 1840
- « Catarrhe chronique faiblesse et paralysie de la vessie », 1840
- « Deuxième lettre sur la syphilis. Dangers de la cautérisation des ulcères vénériens primitifs. Inoculation du virus vénérien, son danger et ses conséquences », 1841
- « Notice sur le traitement simple, antiphlogistique et rationnel des maladies vénériennes »

## Sources
- Germain Sarrut, « Biographie des hommes du jour », 1837
- Gérard Tille, « Dermatologie des XIX et XXe siècles: Mutations et controverses », 2011